# Mellivora capensis
Il tasso del miele (Mellivora capensis), o anche mellivora o ratele, è un mammifero della famiglia dei Mustelidi. Diffuso in gran parte dell'Africa, in Medio Oriente e in India, è l'unica specie del genere Mellivora e della sottofamiglia dei Mellivorini.

## Descrizione fisica
Il tasso del miele è lungo circa 1 m (di cui un quarto circa di coda), alto 30 cm al garrese, e pesa fino a 13-14 kg. Ha una corporatura estremamente robusta e muscolosa, che gli consente di confrontarsi con animali di taglie molto più grandi. Ha una grossa testa con un muso simile a quello di un bradipo, ma con una dentatura che ricorda di più un cane; ha zampe corte e piccole orecchie rotonde. Ha pelo nero e irsuto nella parte inferiore del corpo, mentre il dorso è argenteo dalla corona fino alla coda. Il corpo è leggermente inclinato in avanti, con le reni poco più in alto delle spalle. 

## Sottospecie
Sono note 12 sottospecie di ratele:
- Mellivora capensis capensis
- Mellivora capensis abyssinica
- Mellivora capensis buechneri
- Mellivora capensis concisa
- Mellivora capensis cottoni
- Mellivora capensis inaurita
- Mellivora capensis indica
- Mellivora capensis leuconota
- Mellivora capensis maxwelli
- Mellivora capensis pumilio
- Mellivora capensis signata
- Mellivora capensis wilsoni

## Habitat e alimentazione
Il tasso del miele predilige la savana e la foresta; è assente nelle regioni estremamente aride o estremamente umide. Pur essendo onnivoro, è innanzitutto un predatore, e si nutre di piccoli mammiferi, uova, insetti, rettili (inclusi serpenti velenosi come mamba o cobra), o persino piccole antilopi. Possiede inoltre una resistenza al veleno; infatti dopo un eventuale morso da parte del serpente, l'animale invece di andare incontro alla morte dorme per circa due ore, dopodiché riprende conoscenza e continua a cacciare. Per questo motivo l'animale ha suscitato molto interesse nell'ambito medico per la ricerca di anticorpi e sieri. Oltre alla carne, si nutre anche di frutta e altri alimenti vegetali.
Può essere attaccato da leopardi, iene, leoni, tigri del Bengala,  Coccodrilli e aquile reali, ma si difende energicamente: in un caso documentato un leopardo ha dovuto impiegare un'ora per vincere contro un vecchio tasso e in altri il ratele ha ferito gravemente delle iene. Entra in competizione con gli sciacalli per le prede.

## Comportamento
Il tasso del miele è un animale schivo, difficile da osservare e da avvicinare. Vive solitario o in coppia, con i cuccioli. Nonostante le dimensioni non eccezionali, se si sente in pericolo reagisce attaccando con grande ferocia e determinazione, e non sono rari i casi in cui uno o più tassi riescono a mettere in fuga animali di taglia ben superiore. Sono stati registrati attacchi anche molto violenti di tassi del miele contro esseri umani. Dotato anche di notevole intelligenza riesce a superare recinti tentando tecniche diverse.
Il tasso del miele (Mellivora capensis) e l'uccello indicatore (Indicator indicator) sono protagonisti di una relazione mutualistica unica. L'uccello indicatore, noto per il suo appetito di cera d'api, è abile nel localizzare gli alveari selvatici, ma non può accedervi da solo. Per questo, guida il tasso del miele fino agli alveari attraverso una serie di richiami e voli direzionali. Una volta raggiunta la destinazione, il tasso del miele usa la sua forza e le sue potenti unghie per rompere l'alveare e nutrirsi di miele e larve. L'uccello indicatore approfitta della situazione, alimentandosi della cera e dei residui lasciati dal tasso. Questa cooperazione permette a entrambe le specie di trarre vantaggio: il tasso si nutre del miele, mentre l'uccello ha accesso alla cera, sua principale fonte di cibo.

## Nella cultura di massa
- Dalla mellivora o ratele prende il nome il Ratel, un veicolo corazzato dell'esercito sudafricano.
- Il tasso del miele è uno dei "personaggi" dei film Lassù qualcuno è impazzito e Richard - Missione Africa.
- Il pilota di F1 Daniel Ricciardo si è auto-soprannominato Honey Badger e ha raffigurato sul casco un tasso del miele.[6]
- Il giocatore di football americano Tyrann Mathieu è stato soprannominato Honey Badger durante la sua carriera nella NCAA per il suo stile di gioco aggressivo contro giocatori di stazza maggiore.[7]
- Nick Cummins, ex giocatore australiano di rugby è soprannominato The Honey Badger, infatti a seguito di un'intervista si dichiarò impressionato dall'animale che ben presto diventò il soprannome[8].
- Bunga, uno dei protagonisti della serie televisiva Disney The Lion Guard è un tasso del miele.
- Il tasso del miele è stato associato alla prima cryptomoneta Bitcoin in virtù della robustezza della sua rete, inoltre viene usato come logo per il wallet Bitcoin melis.io
- Negli anni 2010 è diventato un meme negli Stati Uniti, per via della sua indole aggressiva. Sono presenti video online in cui lo si vede tener testa ad animali più pericolosi e aggressivi o intento a cibarsi di cobra, il tutto accompagnato da una voce fuori campo che commenta dicendo "Honeybadger don't care" (traducibile con "al tasso del miele non importa") .
- Nell'anime e manga giapponese Killing Bites la protagonista Hitomi è un ratel.
- Nel videogioco Far Cry 4, ambientato nel subcontinente indiano, è possibile incontrarlo e cacciarlo.
- Lo Youtuber e divulgatore scientifico Barbascura X, ha dedicato sul format del suo canale YouTube Scienza Brutta, due video sul tasso del miele, dove lo soprannomina “tasso del male”, definendolo ironicamente “un criminale a piede libero” rispetto al suo cugino europeo. Nel primo video parla in generale di questo animale, nel secondo si sofferma soprattutto sulla riproduzione e sulla vita dei cuccioli di questa specie.[9][10]

## Galleria d'immagini

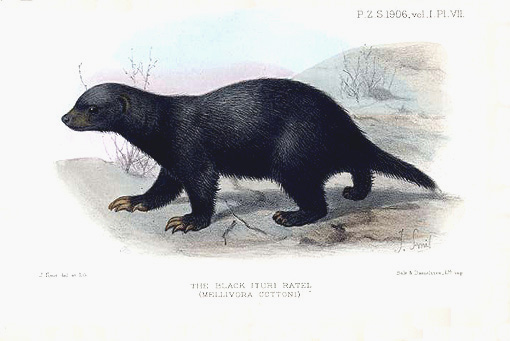
Illustrazione della sottospecie M. c. cottoni, unica nell'avere manto nero